# Бедфорд, Саймон
Са́ймон Бе́дфорд (англ. Simon Bedford, род. 8 февраля 1976 года) — английский профессиональный игрок в снукер.

## Достижения
Высшие достижения Саймона — выход в 1/16 чемпионата мира 1998, European Open 2004 и Гран-при 2008, где он в квалификации одержал пока самую громкую свою победу — над двукратным чемпионом мира Марком Уильямсом со счётом 5:4.